# Нахия
Нахията (на арабски: ناحية; на турски: nahiye – нахийѐ) е административно-териториална единица в Османската империя, както и в днешна Сирия, Йордания и Ирак.
В Османската империя е въведена през 15 век като най-малката единица, подразделение на каазата. В нея влизат 10-ина села, групирани около по-голямо село или паланка.
Невинаги цялата територия на каазата е разделена на нахии. Най-често на нахии са били разделени каазите с еднородно население, предимно в европейските владения на Империята.
В днешната българска административна система на нахията в общи линии съответства общината.